# Премія «Давид ді Донателло» за найкращий фільм
Премія «Давид ді Донателло» за найкращий фільм (італ. David di Donatello per il miglior film) — один з призів національної італійської кінопремії Давид ді Донателло. Вручається щорічно з 1970 року.
У різні роки премії були удостоєні фільми режисерів Вітторіо Де Сіка, Федеріко Фелліні, Лукіно Вісконті, Бернардо Бертолуччі, Франческо Розі, Етторе Скола, Ерманно Ольмі, брати Тавіані, Нанні Моретті та інших. Найчастіше премію у цій номінації отримували фільми Франческо Розі (4 рази). У фільмів Нанні Моретті та Ерманно Ольмі по три перемоги.
Єдиним не італійським режисером, чий фільм отримав премію, став Сергій Бондарчук з СРСР за італійсько-радянський фільм «Ватерлоо».
У 1970-ті роки премії отримували відразу два, а то й три фільми. Починаючи з 1981 року премію отримує лише один фільм за винятком церемоній 1984 і 1991 років.

## Список лауреатів

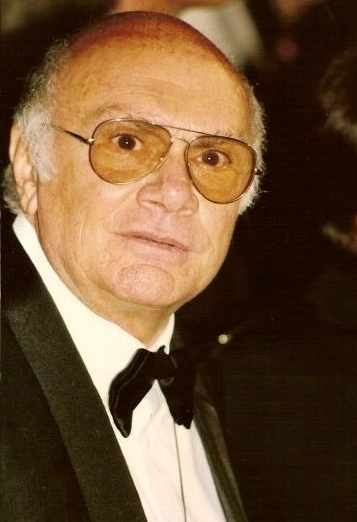
Фільми Франческо Розі чотири рази отримували премію у цій номінації (1976, 1979, 1985, 1997)

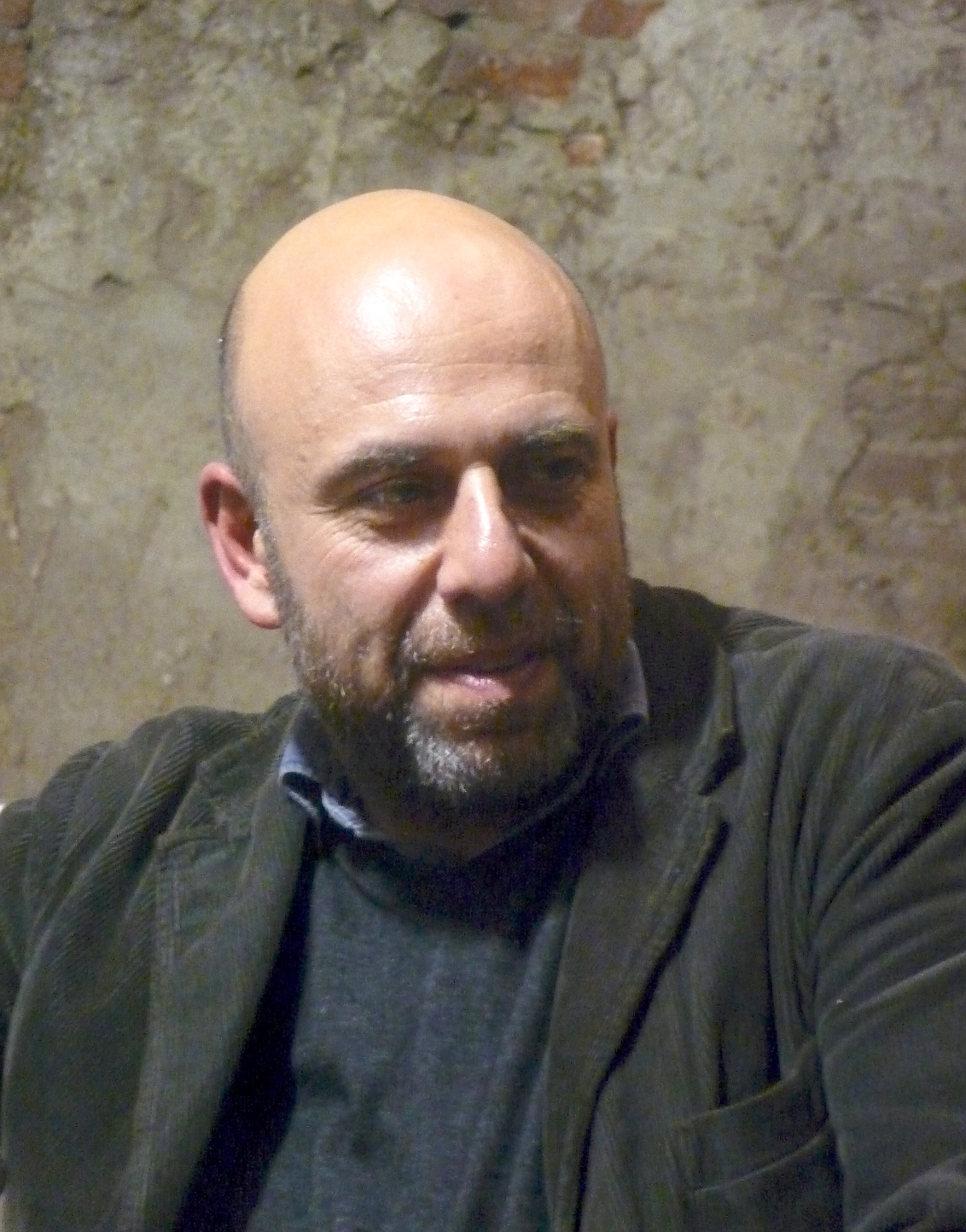
Фільми Паоло Вірдзі двічі визнавалися найкращими (1996 и 2014)

Вказано рік проведення церемонії
| Рік  | Найкращий фільм                                                                                              | Режисер                        |
| 1970 | Слідство у справі громадянина поза всякими підозрами / Indagine su un cittadino al di sopra di ogni sospetto | Еліо Петрі                     |
| 1970 | Метелло / Metello                                                                                            | Мауро Болоньїні                |
| 1971 | Конформіст / Il conformista                                                                                  | Бернардо Бертолуччі            |
| 1971 | Сад Фінці-Контіні / Il giardino dei Finzi-Contini                                                            | Вітторіо Де Сіка               |
| 1971 | Ватерлоо / Waterloo                                                                                          | Сергій Бондарчук               |
| 1972 | Робітничий клас іде в рай / La classe operaia va in paradiso                                                 | Еліо Петрі (2)                 |
| 1972 | Така незвичайна любов / Questa specie d'amore                                                                | Альберто Бевілаква             |
| 1973 | Альфредо, Альфредо / Alfredo Alfredo                                                                         | П'єтро Джермі                  |
| 1973 | Людвіг / Ludwig                                                                                              | Лукіно Вісконті                |
| 1974 | Амаркорд / Amarcord                                                                                          | Федеріко Фелліні               |
| 1974 | Хліб і шоколад / Pane e cioccolata                                                                           | Франко Брузаті                 |
| 1975 | Справи пристойних людей / Fatti di gente perbene                                                             | Мауро Болоньїні (2)            |
| 1975 | Сімейний портрет в інтер'єрі / Gruppo di famiglia in un interno                                              | Лукіно Вісконті (2)            |
| 1976 | Ясновельможні трупи / Cadaveri eccellenti                                                                    | Франческо Розі                 |
| 1977 | Пустеля Тартарі / Il deserto dei Tartari                                                                     | Валеріо Дзурліні               |
| 1977 | Дуже дрібний буржуа / Un borghese piccolo piccolo                                                            | Маріо Монічеллі                |
| 1978 | Залізний префект / Il prefetto di ferro                                                                      | Паскуале Сквітьєрі             |
| 1978 | Іменем тата-короля / In nome del Papa Re                                                                     | Луїджі Маньї                   |
| 1979 | Христос зупинився в Еболі / Cristo si è fermato a Eboli                                                      | Франческо Розі (2)             |
| 1979 | Забути Венецію / Dimenticare Venezia                                                                         | Франко Брузаті (2)             |
| 1979 | Дерево для черевиків / L'albero degli zoccoli                                                                | Ерманно Ольмі                  |
| 1980 | Премія не вручалася                                                                                          | Премія не вручалася            |
| 1981 | Почну з трьох / Ricomincio da tre                                                                            | Массімо Троїзі                 |
| 1982 | Тальк / Borotalco                                                                                            | Карло Вердоне                  |
| 1983 | Ніч Святого Лоренцо / La notte di San Lorenzo                                                                | брати Тавіані                  |
| 1984 | Бал / Ballando ballando                                                                                      | Етторе Скола                   |
| 1984 | І корабель пливе… / E la nave va                                                                             | Федеріко Фелліні (2)           |
| 1985 | Кармен / Carmen                                                                                              | Франческо Розі (3)             |
| 1986 | Маємо надію, що буде дівчинка / Speriamo che sia femmina                                                     | Маріо Монічеллі (2)            |
| 1987 | Сім'я / La famiglia                                                                                          | Етторе Скола (2)               |
| 1988 | Останній імператор / L'ultimo imperatore                                                                     | Бернардо Бертолуччі (2)        |
| 1989 | Легенда про святого пияка / La leggenda del santo bevitore                                                   | Ерманно Ольмі (2)              |
| 1990 | Відкриті двері / Porte aperte                                                                                | Джанні Амеліо                  |
| 1991 | Середземне море / Mediterraneo                                                                               | Габріеле Сальваторес           |
| 1991 | Під вечір / Verso sera                                                                                       | Франческа Аркібугі             |
| 1992 | Викрадач дітей / Il ladro di bambini                                                                         | Джанні Амеліо (2)              |
| 1993 | Великий кавун / Il grande cocomero                                                                           | Франческа Аркібугі (2)         |
| 1994 | Дорогий щоденник / Caro diario                                                                               | Нанні Моретті                  |
| 1995 | Школа / La scuola                                                                                            | Даніеле Лукетті                |
| 1996 | Відпустка у серпні / Ferie d'agosto                                                                          | Паоло Вірдзі                   |
| 1997 | Перемир'я / La tregua                                                                                        | Франческо Розі (4)             |
| 1998 | Життя прекрасне / La vita è bella                                                                            | Роберто Беніньї                |
| 1999 | Не від миру сього / Fuori dal mondo                                                                          | Джузеппе Піччоні               |
| 2000 | Хліб і тюльпани / Pane e tulipani                                                                            | Сільвіо Сольдіні               |
| 2001 | Кімната сина / La stanza del figlio                                                                          | Нанні Моретті (2)              |
| 2002 | Великий Медічі: лицар війни / Il mestiere delle armi                                                         | Ерманно Ольмі (3)              |
| 2003 | Вікно навпроти / La finestra di fronte                                                                       | Ферзан Озпетек                 |
| 2004 | Найкращі роки молодості / La meglio gioventù                                                                 | Марко Тулліо Джордана          |
| 2005 | Наслідки кохання / Le conseguenze dell'amore                                                                 | Паоло Соррентіно               |
| 2006 | Кайман / Il caimano                                                                                          | Нанні Моретті (3)              |
| 2007 | Незнайомка / La sconosciuta                                                                                  | Джузеппе Торнаторе             |
| 2008 | Дівчина біля озера / La ragazza del lago                                                                     | Андреа Молайолі                |
| 2009 | Гомора / Gomorra                                                                                             | Маттео Ґарроне                 |
| 2010 | Той, хто прийде / L'uomo che verrà                                                                           | Джорджо Дірітті                |
| 2011 | Ми вірили / Noi credevamo                                                                                    | Маріо Мартоне                  |
| 2012 | Цезар повинен померти / Cesare deve morire                                                                   | брати Тавіані (2)              |
| 2013 | Найкраща пропозиція / La migliore offerta                                                                    | Джузеппе Торнаторе (2)         |
| 2014 | Ціна людини / Il capitale umano                                                                              | Паоло Вірдзі (2)               |
| 2015 | Чорні душі / Il capitale umano                                                                               | Франческо Мунці                |
| 2016 | Ідеальні незнайомці / Perfetti sconosciuti                                                                   | Паоло Дженовезе                |
| 2017 | Як навіжені / La pazza gioia                                                                                 | Паоло Вірдзі                   |
| 2018 | Кохання і злочинний світ / Ammore e malavita                                                                 | Антоніо Манетті, Марко Манетті |
| 2019 | Догмен / Dogman                                                                                              | Маттео Ґарроне                 |
| 2020 | Зрадник / Il traditore                                                                                       | Марко Беллокйо                 |